# Kolarstwo na Letnich Igrzyskach Olimpijskich 1928 – wyścig drużynowy na dochodzenie mężczyzn
Wyścig drużynowy na dochodzenie był jedną z konkurencji rozgrywanych podczas IX Letnich Igrzysk Olimpijskich. Został rozegrany w dniach 4 - 7 sierpnia 1928 roku na Stadionie Olimpijskim.
Wystartowało 12 czteroosobowych zespołów.

## Wyniki

### Pierwsza runda
Do dalszych wyścigów awansowali zwycięzcy poszczególnych wyścigów.
Wyścig 1
| Pozycja | Zawodnik                                                              | Reprezentacja | Czas | Uwagi       |
| ------- | --------------------------------------------------------------------- | ------------- | ---- | ----------- |
| 1.      | August Meuleman Yves Van Massenhove Albert Muylle Jean Van Buggenhout | Belgia        |      | Q           |
| 2.      | Józef Lange Alfred Reul Jan Zybert Józef Oksiutycz                    | Polska        |      | [ 1 ] [ 2 ] |

Wyścig 2
| Pozycja | Zawodnik                                                     | Reprezentacja | Czas | Uwagi |
| ------- | ------------------------------------------------------------ | ------------- | ---- | ----- |
| 1.      | André Aumerle Octave Dayen René Brossy André Trantoul        | Francja       |      | Q     |
| 2.      | Jorge Gamboa Alejandro Vidal Carlos Rocuant Eduardo Maillard | Chile         |      |       |

Wyścig 3
| Pozycja | Zawodnik                                                 | Reprezentacja   | Czas | Uwagi |
| ------- | -------------------------------------------------------- | --------------- | ---- | ----- |
| 1.      | Harry Wyld Lew Wyld Percy Wyld Monty Southall            | Wielka Brytania |      | Q     |
| 2.      | Galip Cav Yunus Nüzhet Unat Cavit Cav Tacettin Öztürkmen | Turcja          |      |       |

Wyścig 4
| Pozycja | Zawodnik                                                    | Reprezentacja | Czas | Uwagi |
| ------- | ----------------------------------------------------------- | ------------- | ---- | ----- |
| 1.      | Cesare Facciani Giacomo Gaioni Luigi Tasselli Mario Lusiani | Włochy        |      | Q     |
| 2.      | Roberts Ozols Zenons Popovs Ernests Mālers Fridrihs Ukstiņš | Łotwa         |      |       |

Wyścig 5
| Pozycja | Zawodnik                                                               | Reprezentacja | Czas | Uwagi |
| ------- | ---------------------------------------------------------------------- | ------------- | ---- | ----- |
| 1.      | Jan Maas Jan Pijnenburg Gerard Bosch van Drakestein Piet van der Horst | Holandia      |      | Q     |
| 2.      | Erich Fäs Gustave Moos Hans Gilgen Joseph Fischler                     | Szwajcaria    |      |       |

Wyścig 6
| Pozycja | Zawodnik                                               | Reprezentacja | Czas | Uwagi |
| ------- | ------------------------------------------------------ | ------------- | ---- | ----- |
| 1.      | Josef Steger Anton Joksch Kurt Einsiedel Hans Dormbach | Niemcy        |      | Q     |
| 2.      | Lew Elder James Davies Andy Houting William Peden      | Kanada        | q    | [ 3 ] |

### Runda druga
Do następnej rundy awansowali zwycięzcy wyścigów.
Wyścig 1
| Pozycja | Zawodnik                                                              | Reprezentacja   | Czas | Uwagi |
| ------- | --------------------------------------------------------------------- | --------------- | ---- | ----- |
| 1.      | Harry Wyld Lew Wyld Percy Wyld Monty Southall                         | Wielka Brytania |      | Q     |
| 2.      | August Meuleman Yves Van Massenhove Albert Muylle Jean Van Buggenhout | Belgia          |      |       |

Wyścig 2
| Pozycja | Zawodnik                                                               | Reprezentacja | Czas | Uwagi |
| ------- | ---------------------------------------------------------------------- | ------------- | ---- | ----- |
| 1.      | Jan Maas Jan Pijnenburg Gerard Bosch van Drakestein Piet van der Horst | Holandia      |      | Q     |
| 2.      | Józef Lange Alfred Reul Jan Zybert Józef Oksiutycz                     | Polska        |      |       |

Wyścig 3
| Pozycja | Zawodnik                                              | Reprezentacja | Czas | Uwagi |
| ------- | ----------------------------------------------------- | ------------- | ---- | ----- |
| 1.      | André Aumerle Octave Dayen René Brossy André Trantoul | Francja       |      | Q     |
| 2.      | Lew Elder James Davies Andy Houting William Peden     | Kanada        |      |       |

Wyścig 4
| Pozycja | Zawodnik                                                    | Reprezentacja | Czas | Uwagi |
| ------- | ----------------------------------------------------------- | ------------- | ---- | ----- |
| 1.      | Cesare Facciani Giacomo Gaioni Luigi Tasselli Mario Lusiani | Włochy        |      | Q     |
| 2.      | Josef Steger Anton Joksch Kurt Einsiedel Hans Dormbach      | Niemcy        |      |       |

### Półfinały
Wyścig 1
| Pozycja | Zawodnik                                                    | Reprezentacja   | Czas | Uwagi |
| ------- | ----------------------------------------------------------- | --------------- | ---- | ----- |
| 1.      | Cesare Facciani Giacomo Gaioni Luigi Tasselli Mario Lusiani | Włochy          |      | Q     |
| 2.      | Harry Wyld Lew Wyld Percy Wyld Monty Southall               | Wielka Brytania |      |       |

Wyścig 2
| Pozycja | Zawodnik                                                      | Reprezentacja | Czas | Uwagi |
| ------- | ------------------------------------------------------------- | ------------- | ---- | ----- |
| 1.      | Jan Maas Jan Pijnenburg Janus Braspennincx Piet van der Horst | Holandia      |      | Q     |
| 2.      | André Aumerle Octave Dayen René Brossy André Trantoul         | Francja       |      |       |

### Wyścig o brązowy medal
| Pozycja | Zawodnik                                              | Reprezentacja   | Czas | Uwagi |
| ------- | ----------------------------------------------------- | --------------- | ---- | ----- |
| brąz    | Harry Wyld Lew Wyld Percy Wyld Monty Southall         | Wielka Brytania |      |       |
| 4.      | André Aumerle Octave Dayen René Brossy André Trantoul | Francja         |      |       |

### Finał
| Pozycja | Zawodnik                                                      | Reprezentacja | Czas   | Uwagi |
| ------- | ------------------------------------------------------------- | ------------- | ------ | ----- |
| złoto   | Cesare Facciani Giacomo Gaioni Luigi Tasselli Mario Lusiani   | Włochy        | 5:01,8 |       |
| srebro  | Jan Maas Jan Pijnenburg Janus Braspennincx Piet van der Horst | Holandia      | 5:06,2 |       |